# ألفريد لوي
ألفريد لوي (20 يونيو 1873 - 25 يناير 1935) عالم رياضيات ألماني عمل على نظرية التمثيل ومشاريع اخرى مثل حلقات لوي و تحلل لوي و سلسلة لوي سميت باسمه.
وكان من بين طلابه المتخرجين عالمي الرياضيات فولفجانج كرول وفريدريك كارل شميت.

## كتب
- Versicherungsmathematik ، 1903 [4]4th ed. 1924. [5]
- ليربوخ دير الجبر ، 1915
- جروندلاجين دير علم الحساب 1915
- رياضيات النقود ومعاملات الدفع 1920 [6]

## ملحوظات
1. 1 2  تاريخ ماكتوتور لأرشيف الرياضيات، QID:Q547473
2. ↑  تاريخ ماكتوتور لأرشيف الرياضيات، QID:Q547473
3. ↑  Google Books (باللغات المتعددة), p. 232, QID:Q206033
4. ↑  Epsteen, Saul (1904). "Review: Versicherungsmathematik, by A. Loewy". Bull. Amer. Math. Soc. ج. 11 ع. 1: 21–24. DOI:10.1090/s0002-9904-1904-01186-6. مؤرشف من الأصل في 2024-11-26.
5. ↑  Glover, James Waterman (1926). "Review: Versicherungsmathematik, 4th ed., by A. Loewy". Bull. Amer. Math. Soc. ج. 32 ع. 6: 714–715. DOI:10.1090/s0002-9904-1926-04308-1. مؤرشف من الأصل في 2023-02-11.
6. ↑  Crathorne, Arthur Robert (1922). "Review: Mathematik des Geld- und Zahlungsverkehrs, by A. Loewy". Bull. Amer. Math. Soc. ج. 28 ع. 1: 65. DOI:10.1090/s0002-9904-1922-03519-7. مؤرشف من الأصل في 2024-07-12.